# 처음처럼 (성시경의 음반)
《처음처럼》은 성시경의 1집 정규 음반이다. 유니버설 뮤직 그룹을 통해서 발매되었다.

## 수록곡
| #            | 제목                                | 작사           | 작곡         | 편곡           | 재생 시간 |
| ------------ | ----------------------------------- | -------------- | ------------ | -------------- | --------- |
| 1.           | 〈처음처럼〉                        | 양재선         | 김형석       | 김형석         | 4:31      |
| 2.           | 〈포옹〉                            | 성시경         | 이현승       | 이현승         | 4:11      |
| 3.           | 〈내안의 그녀〉                     | 김진아         | 박승화       | 강부성         | 4:26      |
| 4.           | 〈미소천사〉                        | 이희진         | 황성제       | 황성제, 한재원 | 3:56      |
| 5.           | 〈동화〉                            | 조은희         | 김형석       | 김형석         | 4:19      |
| 6.           | 〈축복〉                            | 윤영준         | 윤영준       | 이환진, 윤영준 | 4:40      |
| 7.           | 〈For U〉                           | 김태훈         | 위종수       | 이홍래         | 4:37      |
| 8.           | 〈헤어지던 날〉                     | 김희탐         | 신훈철       | 김형준         | 4:08      |
| 9.           | 〈커져 버린 사랑〉                  | 이현승         | 이현승       | 이현승         | 4:01      |
| 10.          | 〈Show Me Your Love〉               | 김희탐, 성시경 | 신훈철       | 강화성         | 4:19      |
| 11.          | 〈그리움〉                          | 윤영준         | 윤영준       | 이환진, 윤영준 | 3:47      |
| 12.          | 〈내가 너의 곁에 잠시 살았다는 걸〉 | 유희열         | 유희열       | 박용준         | 4:34      |
| 13.          | 〈내게 오는 길〉 (bonus track)      | 양재선         | 김형석       | 김형석         | 4:00      |
| 총 재생 시간 | 총 재생 시간                        | 총 재생 시간   | 총 재생 시간 | 총 재생 시간   | 55:29     |

## 크레딧
- 기타 그룹: 이환진, 박경준, 신세림, 오성근, 유재경, 윤정수, 이달원, 이보람, 이창선, 이홍래, 김형석, 장지복, 전성렬, 정원창, 정희섭, Danny Jung, 강부성
- 코러스: 강성호, 전승우, 차진영, 황성제, 박승화, 김현아
- 자켓 디자이너: 임주희
- 포토그래퍼: 김동현
- 프로듀서: 김형석, 신훈철
- 기타: 함춘호, 이성렬, 샘 리
- 드럼: 강수호
- 베이스 기타: 신현권, 이태윤
- 스트링: 양현, 임세희, 한혜원, 김희준, 김혜은, The Strings, 김민주, 김우현, 박종홍
- 키보드: 박용준, 이현승, 김형준
- 피아노: 이환진, 이현승, 전영호, 김형석
- 레코딩 엔지니어: 노양수, 고현정, 원창준, 김영석
- 마스터링 엔지니어: 이현숙, 노양수
- 믹싱 엔지니어: 고현정, 김영석, 노양수
- 기획사: Dreammusic
- 레코딩 스튜디오: Rock Studio, 예음 스튜디오, DREAM FACTORY studio, 2gether 4ever Studio
- 마스터링 스튜디오: Rock Studio